# 關金站
關金站（日语：／ Sekigane eki */?）是位於鳥取縣東伯郡關金町大鳥居（現時：倉吉市關金町大鳥居），日本國有鐵道（國鐵）倉吉線的鐵路車站（廢站）。

## 歷史
- 1941年（昭和16年）5月17日：倉吉線倉吉站（後來名為打吹站）至此站之間開通，此站啟用（一般車站）[1]。
- 1958年（昭和33年）12月20日：倉吉線此站至山守站之間開業。
- 1962年（昭和37年）4月20日：成為業務委託車站（由日本交通觀光社（日语：日本交通観光社））[2]。
- 1974年（昭和49年）10月1日：結束貨物起卸業務[1]。
- 1984年（昭和59年）2月1日：結束行李起卸業務[1]。
- 1985年（昭和60年）4月1日：倉吉線全線廢除，此站也被廢除[1]。

## 車站構造
此站是地面車站，設有1面2線的島式月台。此站是有人車站，站內南邊設有棚車專用的貨運月台（1面1線）。由機車牽引的列車中，由於在隨後的泰久寺和山守兩站不可讓機車改變方向，因此全部需要於此站折返。

## 車站周邊
- 倉吉市政廳關金廳舍（舊・關金町公所）
- 倉吉市立關金小學（日语：倉吉市立関金小学校）（舊・關金町立關金小學）
- 倉吉市立鴨川中學（日语：倉吉市立鴨川中学校）（舊・關金町倉吉市中學組合立鴨川中學）
- 鳥取縣道45號倉吉江府溝口線（日语：鳥取県道45号倉吉江府溝口線）
- 日交巴士（日语：日本交通 (鳥取)）「中學校入口」巴士站、「關金廳舍前」巴士站

## 現狀
關於路軌遺址，從此站靠近倉吉一方地點至泰久寺中間處變成了農道。站舍遺址建設了停車場和花壇。現時站前通的道路上還有名為「站前自治公民館」的公民館。

## 在此站登場的作品
- 漫書（池田邦彥） - 第26話

## 相鄰車站
日本國有鐵道
倉吉線
上小鴨－關金－泰久寺

## 注腳
1. 1 2 3 4 5 6  石野哲（編）.  初版. JTB. 1998-10-01: 327. ISBN 978-4-533-02980-6 （日语）.
2. ↑  . 交通新聞 (交通協力会). 1962-03-18: 1 （日语）.

## 相關項目
- 日本鐵路車站列表 Se

## 外部連結
- 舊國鐵倉吉線廢線跡探訪地圖 （页面存档备份，存于）（日語） (PDF) - 倉吉市